# Wilków (powiat Namysłowski)
Wilków (Duits: Wilkau) is een dorp in het Poolse woiwodschap opolskie, in het district Namysłowski. De plaats maakt deel uit van de gemeente Wilków en telt 900 inwoners.